# Saint-Georges-la-Pouge
Saint-Georges-la-Pouge é uma comuna francesa na região administrativa da Nova Aquitânia, no departamento de Creuse. Estende-se por uma área de 24,09 km². Em 2010 a comuna tinha 371 habitantes (densidade: 15,4 hab./km²).